# Валанс (Дром)
Валанс (фр. Valence) град је у Француској у региону Рона-Алпи, у департману Дром.
По подацима из 2006. године број становника у месту је био 65.263.

## Демографија
| 1962.  | 1968.  | 1975.  | 1982.  | 1990.  | 1999.  | 2006.  | 2011.  |
| ------ | ------ | ------ | ------ | ------ | ------ | ------ | ------ |
| 52.532 | 62.358 | 68.604 | 66.356 | 63.437 | 64.260 | 65.263 | 63.148 |

## Партнерски градови
- Асти
- Клактон на Мору
- Gedera
- Батрун
- Ерба
- Биберах ан дер Рису
- Иџеван